# Jaroslav Durych

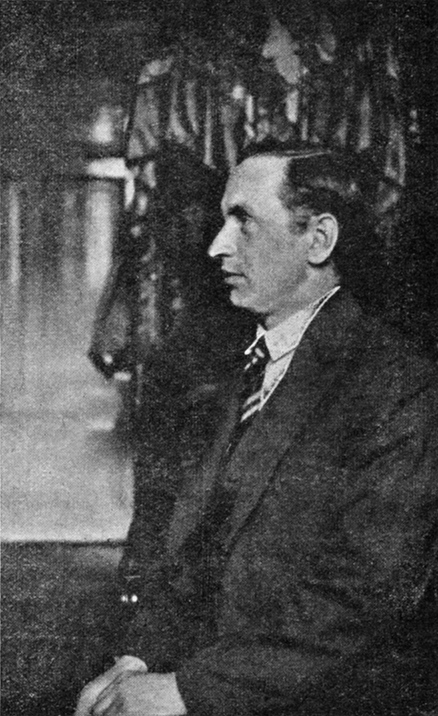
Jaroslav Durych (1930)

Jaroslav Durych (* 2. Dezember 1886 in Königgrätz, Österreich-Ungarn; † 7. April 1962 in Prag) war ein tschechischer Prosaist, Dichter, Dramatiker, Publizist, römisch-katholischer Theologe und Militärarzt.

## Leben
Durych stammte aus einer traditionell katholischen Familie und sollte selbst Priester werden. Nachdem er früh zum Waisen wurde, studierte er zunächst am kirchlichen Seminar in Příbram, wurde dann aber wegen Lesens verbotener Literatur (Ernest Renan) ausgeschlossen.
Er ging nach Prag und studierte dort auf der medizinischen Fakultät, an der er 1913 promovierte. Im Ersten Weltkrieg war Durych Militärarzt in der österreichisch-ungarischen Armee und wurde an der Front in Galizien und Italien eingesetzt. Nach dem Krieg 1918 errichtete er in Přerov eine eigene Praxis, trat aber bald der neu gegründeten tschechoslowakischen Armee bei, in der er es bis zu seinem Ausscheiden 1938 zum Oberst brachte.
Reisen führten ihn 1925 nach Deutschland, 1928 nach Spanien und 1932 nach Italien. Neben seinem Beruf als Militärarzt und seiner literarischen Tätigkeit redigierte er auch die Zeitschriften Rozmach und Akord. Durych war in der Zwischenkriegszeit ein literarischer Einzelgänger, der seine konservativen Ansichten gerne auch in scharfer Polemik vorbrachte. So stand er damals gegen den herrschenden linken und liberalen Zeitgeist, der von einem Großteil der tschechischen Intellektuellen vertreten wurde, und war ein prononcierter Gegner von Staatspräsident Tomáš Garrigue Masaryk und von Karel Čapek. Durych vertrat extreme katholische Positionen, trat 1937 für den spanischen Diktator Francisco Franco ein und griff noch 1938 Čapek scharf an. Im November wurden er und Rudolf Medek bei der konstituierenden Sitzung des Nationalen Kulturrats (národní kulturní rada) in das Präsidium gewählt. Am 2. Dezember 1939 hielt er im Rundfunk eine Ansprache zu Eröffnung des „Monats des tschechischen Buchs“. Im September 1940 nahm er an einer vom Reichspropagandaministerium organisierten Fahrt von 34 tschechischen Kulturschaffenden und Journalisten durch das Deutsche Reich und Holland teil, die von der Presse im Reichsprotektorat ausgeschlachtet wurde.
Seine politische Einstellung belastete ihn gleich 1945 und besonders nach der kommunistischen Machtergreifung 1948. Durych war verfemt, seine Werke konnten nicht erscheinen. Erst nach dem Fall des Kommunismus in der Tschechoslowakei wird seine literarische Bedeutung wieder gewürdigt.

## Werke
Entgegen der vorherrschenden Sichtweise in der Tschechoslowakei betrachtete er die Zeit nach der Schlacht am Weißen Berg 1620, als die Reformation zurückgedrängt wurde und der tschechische Staat seine Selbständigkeit verlor, nicht als Katastrophe, sondern als Segen für das Land. Er begrüßte die damalige Herrschaft des Katholizismus und befasste sich bevorzugt in seinen Werken mit jener Zeit des Barock, deren Sinnlichkeit und gleichzeitige Religiosität er meisterhaft wiedergeben konnte. Sein bevorzugtes Thema ist die Frage nach Schuld und Reue. Er ist der bedeutendste Vertreter des Katholizismus in der tschechischen Literatur des 20. Jahrhunderts.
Seine bedeutendsten Werke behandeln geschichtliche Themen, wie der Roman aus der Zeit des Dreißigjährigen Krieges Bloudění (Irrungen) oder die Trilogie Rekviem (Requiem) – drei Erzählungen, die in der Zeit nach dem Tod Wallensteins spielen. Masopust (Fasching) – die Geschichte spielt zur Zeit des Einfalls der Passauer in Prag (1611) und schließlich Služebníci neužiteční (Unnütze Diener), ein vierteiliger Zyklus über den aus Böhmen stammenden Jesuiten Spinola, Missionar in Japan und dort hingerichtet. (Die letzten drei Teile wurden in Rom herausgegeben.)
Ein sehr mutiges und ungewöhnliches Buch entstand während der Zeit seiner Verfemung 1955, der Roman Boží duha (Gottes Regenbogen), in dem es um das Thema der Vertreibung der Deutschen aus der Tschechoslowakei geht, ein Thema das damals Tabu war, aus heutiger Sicht aber einen der wesentlichsten Beiträge zu dieser Problematik darstellt.
Neben der Prosa, die den wichtigsten Teil seines Schaffens ausmacht, befasste er sich am Beginn aber auch mit der Lyrik und dem Drama.

### Essays
- Gotická růže, 1923
- Pližení Německem, 1926
  - Unerkannt durch Deutschland. Übersetzung und Nachwort Birgit Krehl. Berlin : Quintus, 2017, ISBN 978-3-945256-74-9
- Pouť do Španělska, 1929
  - dt.: Pilgerreise nach Spanien. In: Walter Koschmal / Lisa Unger-Fischer (Hrsg.): Regensburg europäisch. 500 Jahre zwischen Ost und West. Schnell und Steiner, Regensburg 2021, ISBN 978-3-7954-3694-0, S. 103–113.
- Naděje katolictví v zemich českých, 1930
- Pližení a pouti, 1932
- Pláč civilisty, 1937
- Cesta sv. Vojtěcha, 1940

### Lyrik
- Cikánčina smrt, 1916
- Panenky, 1923
- Hadi květy, Gedichte und Prosa 1924
- Žebrácké písně, 1925
- Balady, 1925
- Bezkydy, 1926
- Píseň milostná, 1928
- Eva, 1928
- Básně, 1930

### Prosa
- Jarmark života, Erzählung 1916
- Cestou domů, Erzählungen 1919
- Tři dukáty, Erzählungen 1919
- Nejvyšší naděje, Erzählungen, 1921
- Tři trojníčky, 1923
- Smích věrnosti, 1924
- Kouzelná lampa, 1926
- Děti, 1934

### Romane
- Na horách, 1919
- Sedmikráska, 1925
- Bloudění, auch Větší valdštejnská trilogie, 1929
  - Friedland. Ein Wallenstein-Roman. Piper, München 1933, Herold, Wien 1950,
- Rekviem, auch Malá valdštejnská trilogie, 3 Novellen, 1930;
  - Die Karthause von Walditz. Erzählungen. Piper, München 1934; Neuauflage: Zdeněk Bouček (Hrsg.): Requiem. Kleine Wallensteintrilogie (Übersetzt von Wolfgang Spitzbardt). St. Benno, Leipzig 1990, ISBN 3-7462-0408-9.
- Paní Anežka Berková, 1931
- Píseň o růži, 1934
- Masopust, 1938
- Služebníci neužiteční, Romantrilogie 1940 (wörtlich Unnütze Diener – über die jesuitische Mission in Japan, die 1622 mit einem Massaker beendet wurde).
- Duše a hvězda, 1969
- Boží duha, posthum: Československý spisovatel, Praha 1969; Melantrich, Praha 1991, ISBN 80-7023-083-5; Academia, Praha 2000 (Reprint der Ausgabe 1991 in der Reihe Scarabaeus, Band 15) ISBN 80-200-0800-4.
  - Gottes Regenbogen. Roman. Übersetzung von Jan Patočka und Frank Boldt. Mit einem Nachwort von Eckhard Thiele. K-Presse, Bremen 1975; NA: DVA, Stuttgart 1999, ISBN 3-421-05232-8.

### Dramen
- Svatý Jiří, 1915
- Svatý Vojtěch, 1921
- Štědrý večer, 1926
- Svatý Václav, 1925